# Collégiale Saint-Sylvain de Levroux
Pour les articles homonymes, voir Église Saint-Sylvain et Saint Sylvain.
La collégiale Saint-Sylvain de Levroux est une ancienne collégiale française. Elle est située sur le territoire de la commune de Levroux, dans le département de l'Indre, en région Centre-Val de Loire.

## Situation
La collégiale se trouve dans la commune de Levroux, au nord du département de l'Indre, en région Centre-Val de Loire. Elle est située dans la région naturelle de la Champagne berrichonne. La collégiale dépend de l'archidiocèse de Bourges, du doyenné du Boischaut Nord et de la paroisse de Levroux.

## Histoire
L'église fut construite au XIIIe siècle. On la surnomme « Petite cathédrale du Berry ». Elle est sous le vocable de saint Sylvain, auquel est attribuée l'évangélisation de Levroux.
Avant 1580, l'accès à la crypte est condamné.
L'édifice est classé au titre des monuments historiques, en 1840.
De 2009 jusqu'à la fin de l'année 2011, les toitures et charpentes de la collégiale ont fait l'objet d'une campagne de réfection.

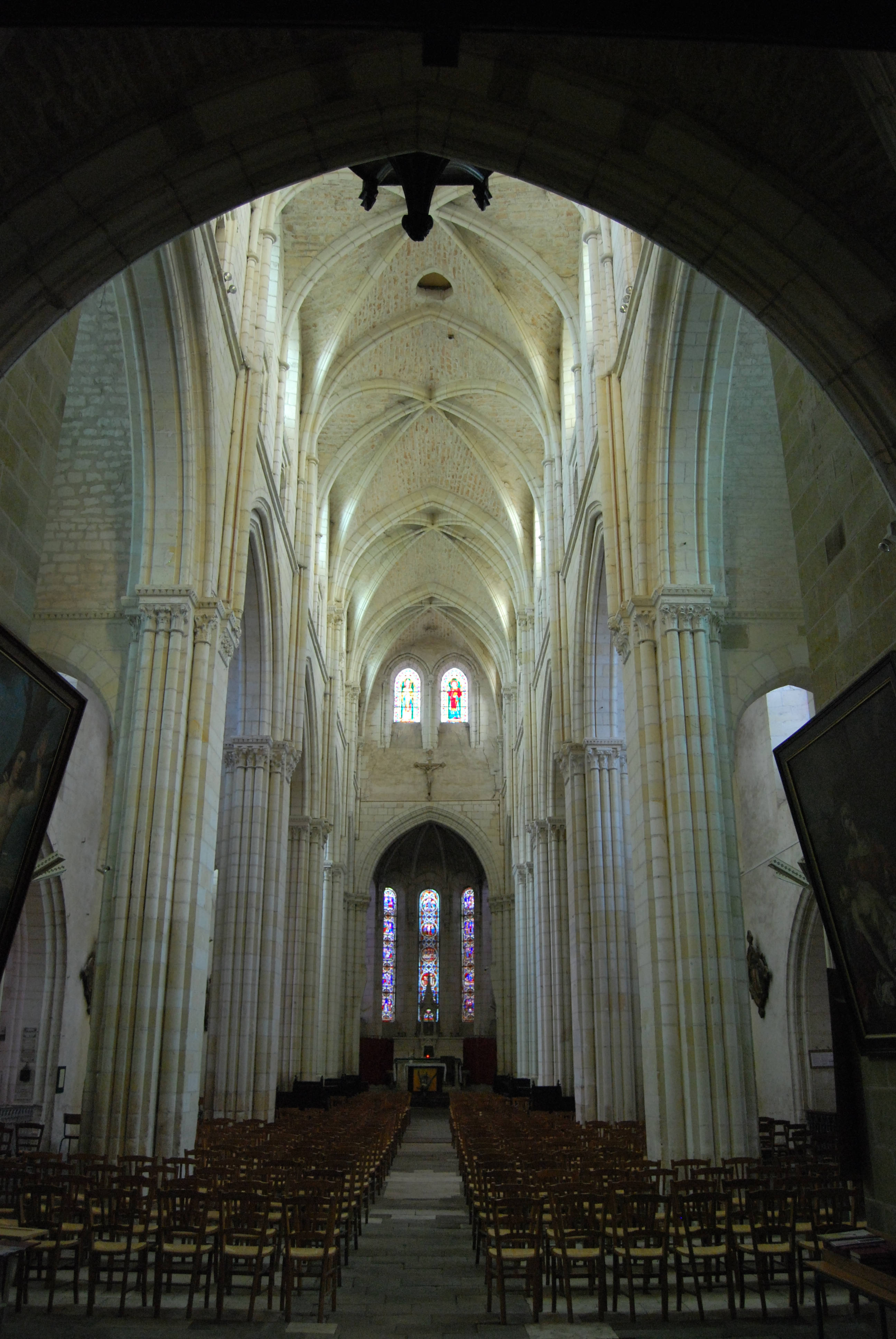
La nef, en 2010.

## Description
Bien que construit autour d'un porche roman, le monument accuse un style gothique épuré.
Extérieur

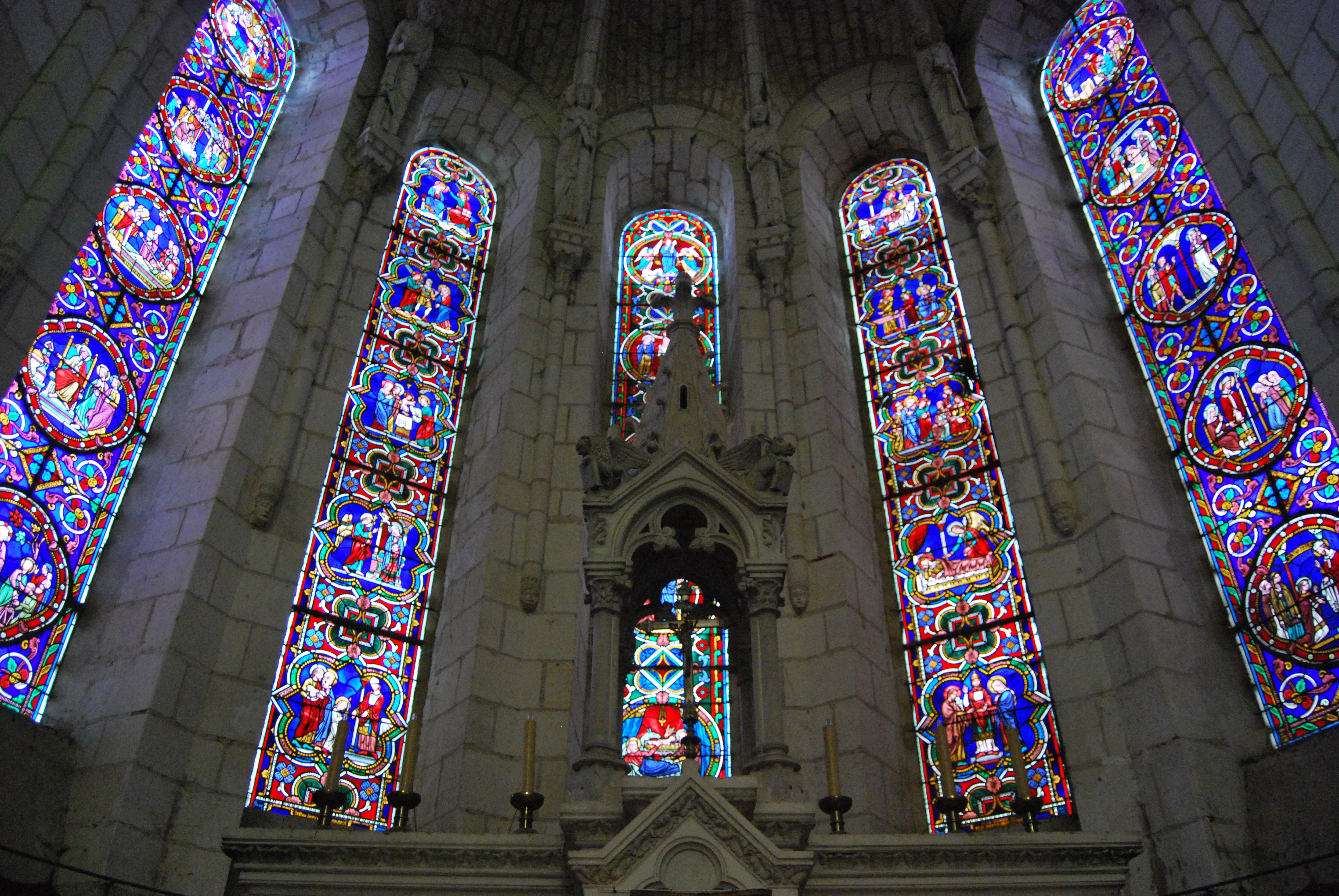
Les vitraux, en 2010.

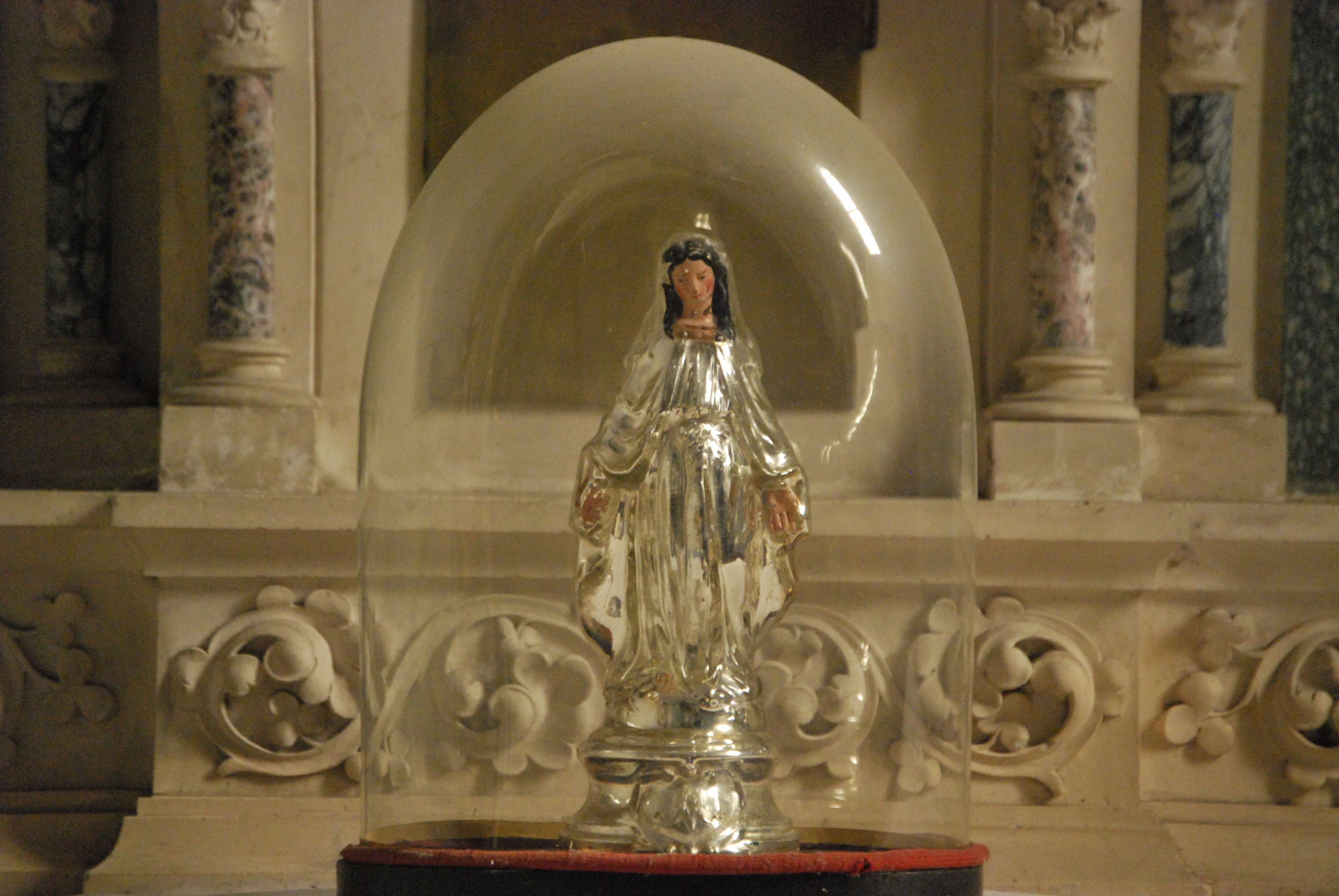
La vierge en biscuit, en 2010.

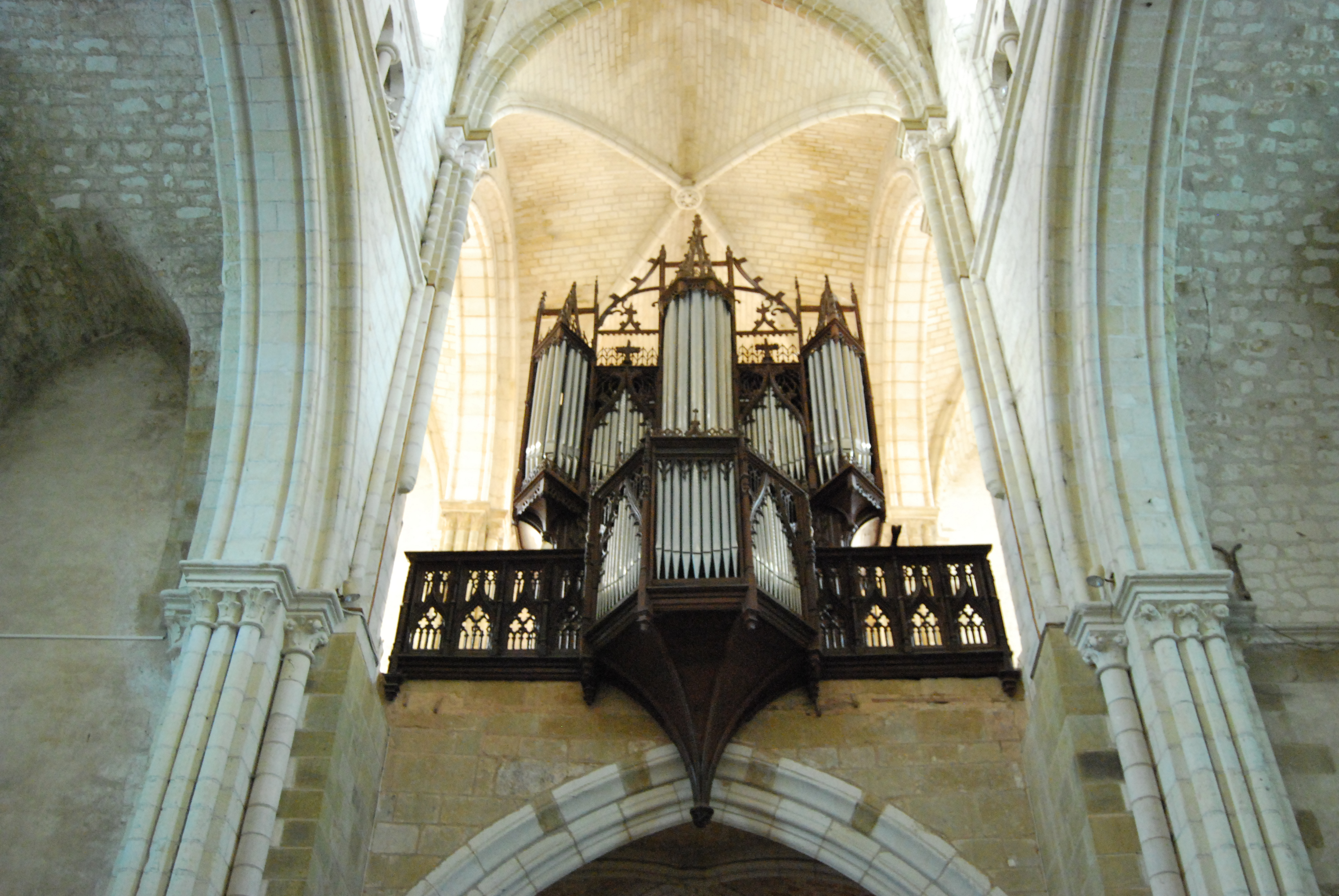
Le grand orgue, en 2010.

La collégiale se compose comme suit :
- à l’est : une abside et deux absidioles ;
- au sud : une sacristie à voûte sexpartite, le porche roman, la plus haute tour de l'édifice (s'élevant à 50 m) et des chapelles ;
- à l'ouest : deux tours jumelles, coiffées de flèches octogonales couvertes d'ardoises et le portail principal ;
- au nord : des chapelles.

Intérieur
La nef, à voûtes sexpartites, a trois vaisseaux correspondant chacun à une abside. L'élévation de la nef présente un faux triforium, puisque les ouvertures ne donnent par sur l'extérieur, mais qui contribue à une créer une impression de grande hauteur.
Décoration
Les portails :
- Le portail principal, de style gothique et correspondant à la grande nef, présente, à l'instar de la cathédrale Saint-Étienne de Bourges un tympan sculpté figurant le jugement dernier. Il fut fortement altéré au cours des guerres de religion ;
- Le portail roman, arboré de 21 figures sculptées servait autrefois d'entrée aux seuls lépreux. C'est autour de cet élément que débuta la construction de l'édifice gothique.

Le grand orgue
Les orgues de Levroux comptent parmi les plus anciennes de France. Le buffet d'orgue (la boiserie) est classé à titre d'objet aux monuments historiques depuis le 5 décembre 1908,.
La construction de l'orgue, ainsi que celle de la tribune à balustrade gothique en bois remonte à 1502, l'orgue était alors dans le chœur, au-dessus des stalles, entre deux piliers du côté nord. Il fut transféré sur la tribune ouest en 1780, lors du démontage du jubé qui fermait alors le chœur. L'instrument originel de Guillaume Saffrey (1502) fit l'objet de plusieurs modifications majeures en 1608 (par Jacques Senault) , 1648 (Jean Brillart) , 1700 (Jacques Morlet) et en 1780 (transfert en tribune par Douin). En 1850 la voûte de la tribune s'effondra sur l'orgue ; il fut décidé de reconstruire entièrement l'instrument dans la boiserie de 1502, hâtivement restaurée: on fit appel au facteur d'orgue Joseph Merklin qui livra un instrument neuf en 1868 (13 jeux sur 2 claviers de grand orgue et récit, pédalier sans jeux propres en tirasse). La paroisse et la ville de Levroux décidèrent en 1971 de reconstruire un instrument entièrement neuf dans le buffet gothique de 1502. Le chantier fut confié au facteur d'orgues Jean-Loup Boisseau : d'esthétique classique française, le nouvel orgue fut inauguré en 1978. Ce fut la première réalisation en France d'un orgue neuf dans l'esprit classique français, ce, depuis plus de 2 siècles ; cette esthétique classique prévalait durant la seconde moitié du XVIIe siècle, en France.
Il comporte aujourd'hui 26 jeux (plus de 1 800 tuyaux) répartis sur 3 claviers et un pédalier. La composition en est la suivante:
Positif : Ut1-Ré5 (sans Ut#1)
bourdon, prestant, nasard, doublette, tierce, plein jeu V, cromorne
Grand orgue : Ut1-Ré5 (sans Ut#1)
montre, bourdon, prestant, flûte 4, nasard, doublette, quarte de nasard, tierce, tiercelette, flageolet, cymbale V, fourniture I à VII, trompette, clairon, voix humaine,
dessus de Récit, 2 jeux: Ut3 à Ré5 (depuis 2008 ; autrefois cornet de Go)
bourdon+prestant, nasard+doublette+tierce, une chape est libre pour un futur jeu d'anche
Pédale la0-ré3  (sans Ut#1) : flûte, trompette
Accouplements: Go/po + réc/Go (à tiroir) Tirasse mobile GO (Ut1 à Fa3)
Diapason A  392 Hz à 16 °C Tempérament mésotonique modifié à 5 tierces presque pures (sur F, C, G, D, A).
8 quintes diminuées de 1/5 de comma syntonique depuis F jusqu'à F#; 3 quintes pures sur C#, Eb, Bb; 1 quinte un peu plus grande que pure sur G# (défaut de la partition).
C'est sur ce type d'instrument que sonnent idéalement les œuvres des Couperin, de Nicolas de Grigny, Jacques Boyvin, Louis Marchand, Jean-Adam Guilain, Dandrieu...
L'organiste actuel est Michel Louet.
Dimensions principales
À plusieurs kilomètres à la ronde, la collégiale frappe par ses dimensions :
- longueur totale : 55 m ;
- largeur totale : 28 m ;
- hauteur sous voûte du vaisseau central : 18 m ;
- hauteur de la tour sud : 50 m.